# Pseudococcus bingervillensis
Pseudococcus bingervillensis är en insektsart som beskrevs av Magnin 1955. Pseudococcus bingervillensis ingår i släktet Pseudococcus och familjen ullsköldlöss. Inga underarter finns listade i Catalogue of Life.